# Doris Nkiruka Uzoka-Anite
 (avril 2024).
Doris Nkiruka Uzoka-Anite, née le 16 octobre 1973 est une politicienne, médecin, expert en finance et ministre de l'industrie, du commerce et de l'investissement nigériane.

## Biographie
Doris Nkiruka Uzoka-Anite, née le 16 octobre 1973 à Oguta dans l'Etat d'Imo au Nigéria est une politicienne, médecin et expert en finance nigériane.
Lors de son parcours scolaire, elle obtient son First School Leaving Certificate équivalent du Certificat d'Etude Primaire en 1984 à l'école publique de Festac Town dans l'Etat de Lagos au Nigeria et son West African Senior Secondary Certificate Examination (WASSCE) l'équivalent du baccalauréat au College Ilupeju en juin 1989.
En cursus universitaire, elle obtient une licence en médecine chirurgicale (MBBS) en 1999 à l'université de Benin. Elle se reconvertit dans la finance et obtient sur des années un certificat en analyse financière, un master en gestion des risques et de portefeuille à la London Academy of Trading, un Master of Business Administration (MBA) à la London School of Economics; des certificats en trading à l'Université d'Oxford, l'Université de New York, la Stern School of Business; des programmes de formations dans deux banques que sont Goldman Sachs et CitiBank London,,,.

### Carrière
Doris commence sa carrière professionnelle en 2002 à la Zenith Bank Plc dans le département de responsabilité sociale de l'entreprise (RSE) avant d'être mutée dans le département des ressources humaines et de la formation. Des années plus tard, elle occupe dans la même banque plusieurs postes parmi lesquels négociatrice de titres à revenu fixe et de devises, gestionnaire de l'actif et du passif, gestionnaire de trésorerie aux entreprises et institutions financières. En 2011, elle est promue au trésor et ensuite est nommée trésorière de la banque en 2017 avant d'en devenir la directrice générale en 2019,,,.
En mars 2021, elle est nommée commissaire aux finances et coordinatrice de l'économie de l'Etat d'Imo par le gouverneur Hope Uzodinma,.
Le 21 août 2023, elle est nommée ministre de l'industrie, du commerce et de l'investissement de la république fédérale du Nigéria par le président Bola Tinubu.